# 九龍巴士5K線
九龍巴士5K線是香港九龍的一條已停駛巴士路線，提供非空調巴士服務。

## 歷史
- 1983年5月1日：本線投入服務，往返紅磡火車站及觀塘碼頭，最初編號為5B，隨後配合火車電氣化，九巴為旗下火車接駁路線的編號以K字尾代表。
- 1983年中：紅磡火車站總站改名為九龍車站。
- 1995年3月19日：本線與13A線合併為一條新線，往返上秀茂坪及九龍車站的13K線（即現時的11X線）。

## 營運狀況
由於觀塘、牛頭角、新蒲崗、紅磡等地區的通勤人口不斷上升，巴士公司遂開辦本線以補5C線、13A線、15線、21線等路線的不足，為觀塘區及馬頭圍提供往返火車站的直達交通服務。可是，隨著香港交通急速進步、工業逐漸北移，本線經營環境旋即受到考驗。
為有效善用資源，營辦商在1990年代初作出一次市區路線重組研究，包括把走線和服務人口相當接近的本線和13A線（上秀茂坪－紅磡碼頭）合併的可行性。隨著本港工業式微，觀塘和新蒲崗工業區的交通需求減少，加上轉乘渡海小輪的市民亦相對下降，兩線各有部份路段途經有關地方，可刪減之。經詳細研究後，兩線終在1995年成功合併為新線13K線（上秀茂坪－九龍車站），取用更便利乘客的路線，繼續在沿線服務。

## 收費
取消前的全程收費：$3.3
不設分段收費及祗接受輔幣繳付車資。

## 行車路線
取消前的行車路線：

### 往九龍車站方向
- 途經街道：偉業街、敬業街、茶果嶺道、鯉魚門道、觀塘道、天橋、龍翔道、斧山道、彩虹道、天橋、太子道東、太子道西、馬頭涌道、馬頭圍道、浙江街、土瓜灣道、馬頭圍道、蕪湖街、大沽街、寶其利街、明安街、必嘉街、機利士南路、暢運道。

星期一至六早上7:00至9:30及下午5:00後，星期日及公眾假期全日，車長可視乎交通情況改行成業街及開源道，而不經茶果嶺道及鯉魚門道。

### 往觀塘碼頭方向
- 途經街道：暢運道、安運道、暢運道、機利士南路、蕪湖街、馬頭圍道、土瓜灣道、馬頭角道、馬頭涌道、太子道西、太子道東、彩虹道、彩虹通道、太子道東、觀塘道、開源道、觀塘碼頭通道。